# Hymenoplia pseudocinerascens
Hymenoplia pseudocinerascens är en skalbaggsart som beskrevs av Baguena 1954. Hymenoplia pseudocinerascens ingår i släktet Hymenoplia och familjen Melolonthidae. Inga underarter finns listade i Catalogue of Life.